# ارتباطات بازاریابی

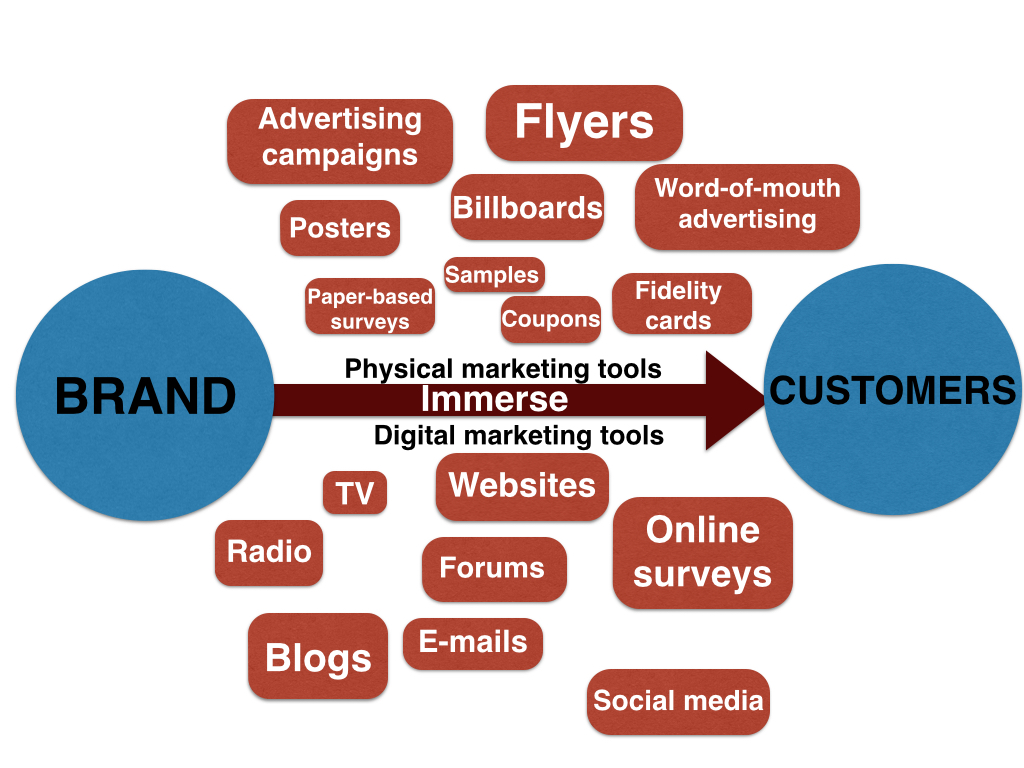
زنجیره ای از ارتباطات بازرگانی و تجاری از برندینگ تا فروش به مشتری

ارتباطات بازاریابی (به انگلیسی: Marketing communications) به اختصار (MC یا marcom یا فقط ارتباطات) به استفاده از کانالها و ابزارهای مختلف بازاریابی به صورت ترکیبی اشاره دارد. کانالهای ارتباطی بازاریابی بر هر راهی که یک کسب و کار پیامی را به بازار مورد نظر خود یا هر بازار به‌طور کلی منتقل کند تمرکز دارد. یک ابزار ارتباط بازاریابی می‌تواند شامل هر چیزی باشد: تبلیغات، فروش شخصی، بازاریابی مستقیم، حمایت مالی، ارتباطات، رسانه‌های اجتماعی و ارتقاء روابط عمومی. ارتباطات بازاریابی از دو اصطلاح بازاریابی و ارتباطات ساخته شده‌است.
MC از آمیخته بازاریابی تشکیل شده‌است که از 4P نشئت گرفته‌است: قیمت، تبلیغات، مکان و محصول، برای مشاغل فروش کالا یا 7P: قیمت، تبلیغات، مکان، محصول، افراد، شواهد فیزیکی و فرایند، برای مشاغل مبتنی بر خدمات

## کلیات
ارتباطات بازاریابی شامل تبلیغات، پروموشن یا ترویج فروش، فروش، نام تجاری، کمپین و تبلیغات آنلاین است. این فرایند به عموم مردم این امکان را می‌دهد که یک برند را بشناسند و در مورد آنچه برند ارائه می‌دهد ایده روشنی کسب کنند. با پیشرفت تکنولوژی و تکنیک‌ها، امکان مشارکت مستقیم برای مشتریان در شناخت آنچه برندها ارائه می‌دهند ایجادشده است. این کار با درنظر گرفتن ایده‌ها و خلاقیت‌های آنها، در توسعه محصول و ارتقاء نام تجاری انجام می‌شود. برندسازی موفق شامل هدف قرار دادن مخاطبانی است که از برنامه بازاریابی سازمان جهت افزایش اطلاعات نسبت به برند یا نام تجاری استفاده می‌کنند.
تبلیغات بخش کوچکی اما مهم در ارتباطات بازاریابی است. آمیخته ارتباطات بازاریابی مجموعه ای از ابزارها است که می‌تواند برای ارائه یک پیام واضح و سازگار به مخاطبان مورد استفاده قرار گیرد. معمولاً به آن آمیخته تبلیغاتی نیز می‌گویند. کروسیه (۱۹۹۰) بیان می‌کند که همه اصطلاحات در زمینه 4ps یکسان هستند: محصول، قیمت، مکان و تبلیغ. قیمت می‌تواند پیامی را برای مخاطبان هدف ارسال کند. به عنوان مثال، اگر یک کیف ۵۰ دلاری را با یک کیف ۱۰ دلاری مقایسه کنید، ممکن است مورد اول به عنوان یک کالای لوکس یا با دوام تر در نظر گرفته شود.
برنامه بازاریابی فرصت‌ها، تهدیدها، ضعف‌ها و نقاط قوت کلیدی را مشخص می‌کند، اهداف را تعیین می‌کند و یک برنامه عملی برای دستیابی به اهداف بازاریابی تدوین می‌کند. هر بخش از 4P هدف خاص خود را تنظیم می‌کند. به عنوان مثال، هدف قیمت گذاری می‌تواند افزایش فروش در یک بازار جغرافیایی خاص با قیمت گذاری محصول یا خدمات خود کمتر از رقبای خود باشد. این امر تغییر قابل توجهی در بازار ایجاد می‌کند زیرا افراد بیشتری از بازار هدف نسبت به رقبای شما قصد تجارت با سازمان شما را دارند، زیرا قیمت گذاری یکی از مهمترین جنبه‌های بازاریابی است که می‌تواند کل بازار را به‌طور مثبت یا منفی تغییر دهد.

## تعاریف
موانع ارتباطی: موانع ارتباطی عواملی هستند که مانع اهداف ارتباطات بازاریابی می‌شوند. موانع ارتباطی اصلی عبارتند از: سر و صدا و بی‌نظمی (سردر گم کردن مشتری)، بی‌علاقگی مصرف‌کننده، تشابه برند و ایده‌ها یا استراتژی‌های خلاق ضعیف. سر و صدا یک محرک حسی نامربوط است که مصرف‌کننده را از پیام بازاریابی منحرف می‌کند (به عنوان مثال، افرادی که صحبت می‌کنند، شنیدن تبلیغات رادیویی را دشوار می‌کند). درهم ریختگی تعداد زیاد و تمرکز تبلیغات ارائه شده به مصرف‌کننده در هر زمان. از آنجا که نمی‌توان توجه را تقسیم کرد، میزان استفاده و پردازش محدودیت دارد، این بدان معناست که یک ارتباط بازاریابی قوی باید از هرج و مرج جدا شده و بالاتر از سر و صدا شنیده شود.
آمیخته بازاریابی: مهمترین بخش استراتژی بازاریابی است که «چارچوبی برای مدیریت بازاریابی و به‌کارگیری آن در یک زمینه تجاری است».
استراتژی بازاریابی: چگونه یک کسب و کار به اهداف بازاریابی خود می‌رسد. اولین قدم برای دستیابی به استراتژی بازاریابی، شناسایی بازار هدف و ایجاد یک طرح تجاری یا بیزینس مدل است.
تحقیقات بازاریابی: شامل مراحل مشخصی نیست که منجر به یک استنباط نهایی شود. تحقیقا بازار یک فرایند مکرر است که نیاز به چشم‌انداز وسیع تری دارد. گاهی اوقات ممکن است پروژه‌ها نیاز به بررسی عمیق و تغییر کل فرایند داشته باشند. اجازه دهید از نوکیا مثال بزنیم، زمانی که آنها خود را برای رقابت با بازار تلفن‌های هوشمند آماده می‌کردند. در نوامبر ۲۰۱۱، آنها تصمیم گرفتند که چیز جدیدی را ارائه دهند، به ویژه جوانان فنلاندی را که به تلفن‌های هوشمند روی آورده بودند هدف قرار دادند. این رویکرد نیاز به ایجاد چندین تغییر داشت، از مبانی برند گرفته تا آموزش تیم‌های داخلی، از هدف‌گیری تا پیشرفت محصول و از استخدام افراد بااستعداد بازاریابی گرفته تا نوآوری جدید.
تشابه برند: به این معنی است که یک برند تفاوت قابل توجهی با رقبا ندارد. بدون پیشنهاد ارزش متمایز، برای مصرف‌کنندگان ترجیح برند یا ارتباطات را ایجاد نمی‌کنند و در عوض مصرف‌کننده صرفاً بر اساس قیمت خرید می‌کنند. این ایده‌آل نیست، زیرا ارتباطات بازاریابی مؤثر ارزش نام تجاری را افزایش می‌دهد. یکی از اهداف مهم ارتباطات بازاریابی ایجاد هویت نام تجاری قوی و منحصر به فرد است که به برند اجازه می‌دهد جدا از رقبای خود قرار گیرد.

## ارتباطات
ارتباطات یکی از جنبه‌های مهم ترکیب بازاریابی است. ارتباطات بازاریابی اغلب بزرگترین مولفه ارتباطات درون یک شرکت است که ممکن است ارزشها، اهداف یا محصولات و خدمات خاص شرکت را برای سرمایه گذاران، مشتریان یا عموم مردم ارائه دهد. در قرن بیست و یکم، اهداف ارتباطات بر پیام‌های سفارشی تر تمرکز می‌کند، گروه‌های مشتری یا افراد را برای ایجاد پاسخ‌های بالا و تعامل بیشتر با نام تجاری هدف قرار می‌دهد.
با افزایش تجارت جهانی با دسترسی بیشتر به اینترنت ، تلفن‌های همراه و رسانه‌های اجتماعی، چالش‌های جدیدی برای آگاهی مردم در بازارهای هدف خارجی ایجاد می‌شود. تغییرات در اقتصاد جهانی و دسترسی به بازارهای جدید منجر به تقاضای بیشتر برای حمل و نقل محصولات و خدمات مرتبط می‌شود. برای موثرتر بودن، استراتژی‌های ارتباطی باید با اهداف بازاریابی همگرا شده و زبان‌ها، گویش‌ها و هنجارهای فرهنگی محلی را نیز در نظر گرفت.
ارتباطات خارجی ممکن است شامل پرسشنامه‌های تحقیقات بازار، وب سایت، ضمانت‌نامه‌ها، گزارش سالانه شرکت و ارائه سهام برای سرمایه گذاران باشد. ارتباطات داخلی می‌تواند مواد بازاریابی، لیست قیمت، کاتالوگ محصولات، ارائه‌های فروش و ارتباطات مدیریتی باشد. از سوی دیگر، هر بازار انواع مختلفی از ارتباطات را می‌طلبد. به عنوان مثال، بازار صنعتی ارتباطات شخصی بیشتری می‌طلبد اما بازار مصرف ارتباطات غیر شخصی را می‌طلبد

### انواع ارتباطات
۴ نوع مختلف اساسی از ارتباطات وجود دارد.
یک به بسیار: این نوع اصیل‌ترین راه ارتباط است. "از یک نقطه پخش واحد تولید می‌شود و سپس از طریق ابزارها جمعی در دسترس است ". این نوع ارتباط معمولاً با توزیع خبری سازگار است که حتی تعاملی نیز نیست. مانند اعلان فوری پخش روی آنتن، و برای اعلان عمومی مفید است.
بسیاری به یک: بسیاری از افراد معمولاً به ارتباط یک به چند متصل است. به عنوان مثال، یک دکمه پاسخ در صندوق ایمیل شما.
فردبه فرد: این فشرده‌ترین و تعاملی‌ترین ارتباط در سطح فرد به فرداست. مثالهای زیادی مانند ارائه فروش وجود دارد. مذاکره در بازار یا تحویل مستقیم بر مبنای ارتباط فرد به فرد است.
بسیاربه بسیار: در زمینه اینترنت بسیار فراگیر است، ارتباطات به این صورت در حال افزایش است، مانند اتاق‌های گفتگوی آنلاین، وب سایت‌های «وبلاگ نویسی» و غیره.

### روانشناسی ارتباطات
یکی از اهداف اولیه ارتباطات بازاریابی این است که مشتریان یا مشاغل را متقاعد کند، یا تصور آنها را از یک نام تجاری، محصول یا خدمات تغییر دهد یا آنها را برای خرید (یا احساس انگیزه / وسوسه برای خرید) محصول یا خدمات ترغیب کند. از «مدل احتمال توسعه» برای نشان دادن چگونگی اقناع استفاده می‌شود. هنگامی که یک پیام ارتباطی بازاریابی ارسال می‌شود، ابتدا باید آن را تصدیق کرده و گیرنده در آن حضور داشته باشد. با توجه به ارتباطات بازاریابی، مصرف‌کنندگان شروع به پردازش و درک پیام می‌کنند. دو راه برای اقناع وجود دارد: مرکزی و محیطی. پردازش مسیر مرکزی در تصمیمات خرید با دخالت بالا استفاده می‌شود. اینها خریدهای نادر و پرخطر هستند که معمولاً شامل مقدار زیادی پول و زمان قابل توجهی برای کسب آن است (به عنوان مثال، خرید خانه یا ماشین). از آنجا که این تصمیمات خرید با ریسک بالایی همراه است، تلاش شناختی زیادی صرف می‌شود تا منطقی‌ترین و با ارزش‌ترین گزینه موجود را به‌طور منطقی انتخاب کنیم. در این پیام‌های بازاریابی، اطلاعات مربوط به خود محصول یا خدمات بسیار ارزشمند است. پردازش مسیرهای جانبی در تصمیمات خرید کم مشارکت استفاده می‌شود. اینها خریدهای مکرر و کم ریسک هستند، عموماً با هزینه کم یا متوسط که در آنها بیشتر بر اساس ارزش‌های احساسی (یا بر اساس احساسات) انتخاب می‌شوند تا ارزش‌های شناختی (یا منطقی). به همین دلیل، پیام‌های بازاریابی بیشتر از قصه گویی و تصویرسازی استفاده می‌کنند و بر جنبه احساسی محصول یا خدمات و ارتباطات آن تمرکز می‌کنند تا ویژگی‌ها و مشخصات آن.

## فرایند ارتباطات
ارتباطات یک فرایند اجتماعی است که در آن اطلاعات مبادله شده و نوعی تفاهم بین طرف‌های ذینفع حاصل می‌شود. ارتباط یک فرایند اجتماعی است به دلیل آنکه در آن دو یا چند نفر دخالت دارند. همچنین ارتباطات یک فرایند دو طرفه است و در یک لحظه به وقوع نمی‌پیوندد، بلکه در طول زمان تحقق می‌یابد.
توجه داشته باشید که عامل اصلی و اساسی در تمامی ارتباطات انسانی این است که برای تأثیر بیشتر لیدرها باید با زیر مجموعه‌های خود رابطه ای نزدیک برقرار سازند و نسبت به برداشت دیگران از اطلاعات و عقاید آنها حساسیت نشان دهند و حرفهایی را که ممکن است باعث کندی روند پیشرفت مجموعه شوند را به حداقل برسانند واین کار محقق نخواهد شد مگر اینکه لیدرها مهارت بیشتری در بکارگیری کلام و نوشته‌ها و علایم غیر کلامی خود از قبیل علایم چهره (مثل لبخند زدن یا اخم کردن یا …) و بدن (مثل حرکات دست و…) داشته باشند.
اجزای مختلف تشکیل دهنده فرایند ارتباط عبارتند از:
منبع یا فرستنده پیام: منبع پیام آغازگر ارتباطات است. در یک سازمان منبع پیام کسی است که دارای اطلاعات، نیاز یا نوعی تمایل است و هدف وی این است که آن را به یک یا چند نفر برساند یا ابلاغ نماید.
به رمز درآوردن پیام: به رمز درآوردن پیام زمانی انجام می‌شود که منبع پیام اطلاعات را به صورت یک رشته علامت یا نماد درآورد. به رمز درآوردن پیام از آن نظر لازم است که اطلاعات باید تنها بین یک نفر و نفر دیگری، از طریق علامت و نشانه مبادله شود.
پیام: پیام اطلاعاتی است که منبع پیام آن را از نظر فیزیکی، به صورت رمز درمی‌آورد. پیام ممکن است به هر شکل و صورتی باشد و فرد دیگری آن را تجربه و درک کند.
کانال: کانال یا مجرای ارتباطی وسیله ایست برای ایجاد ارتباط بین فرستنده و گیرنده پیام (مثل وجود هوا برای صوت و کاغذ برای نامه) غالباً نمی‌توان آن را از پیام جدا کرد. برای اینکه ارتباط یه صورت مناسب و با راندمانی بالا صورت گیرد، نوع کانال باید مناسب پیام باشد.
گیرنده پیام: گیرنده پیام شخصی است که اندام‌های حسی او احساس می‌کنند که پیام را دریافت کرده‌اند. امکان دارد تعداد زیادی گیرنده پیام وجود داشته باشد. مثل مواردی که یک یادداشت یا بخشنامه برای اعضای یک سازمان منتشر می‌شود. و امکان دارد گیرنده پیام یک نفر باشد، مثل موردی که کسی با همکار خود به صورت خصوصی دربارهٔ موضوعی بحث کند. ۶- از رمز خارج کردن پیام: از رمز خارج کردن پیام فرایندی است که بدان وسیله گیرنده، پیام را تفسیر می کندو آن را به صورت اطلاعات معنی دار درمی‌آورد. آن یک فرایند دو مرحله ای است. گیرنده باید نخست پیام را بگیرد، سپس آن را تفسیر کند.
شلوغی یا سر و صدا: شلوغی یا سر و صدا عاملی است که موجب مخدوش شدن، ابهام یا اخلال در ارتباطات می‌شود. در هر مرحله ای از ارتباطات، شلوغی یا سر و صدا می‌تواند وجود داشته باشد.
بازخور نمودن نتیجه: باز خور نمودن نتیجه مسیری دارد که در جهت عکس فرایند ارتباط است که در آن واکنش گیرنده پیام، به منبع پیام داده می‌شود.

## رسانه‌های جمعی
مجموعه‌ای از وسایل ارتباطی است که توانایی تأثیر گذاری بر افکار و دیدگاه‌های جمع زیادی از افراد و گروه‌های اجتماعی را دارا هستند.
ویژگی‌های کلی ارتباطات جمعی و ارتباطات اجتماعی ویژگی رسانه‌های سنتی (Mass media). ۱. مکالمه یک طرفه ۲. سیست بسته ۳. مات ۴. محتوای حرفه ای ۵. استفاده از بازیگران و افراد مشهود ۶. تولید با هدف تصمیم‌گیری اقتصادی ۷. ارتباط‌های معمولاً بدون کنترل ۸. محتوای برنامه‌ریزی شده و از پیش تولید شده ۹. استفاده از استراتژی از بالا به پایین ۱۰. استفاده از زبان رسمی ۱۱. تحلیل‌های ضعیف.
تاثیرگذارترین رسانه‌های جمعی عبارتند از:
- چاپ
- سینما
- رادیو
- تلویزیون

## شیوه‌های ارتباطات و تبلیغات
بسترهای ارتباطی مانند فیس بوک، توییتر، اینستاگرام، Tik-Tok , Snapchat , Skype یا سایر رسانه‌ها به یک وسیله ارتباطی بسیار مهم تبدیل شده‌اند. اگرچه روشهای ارتباطی دیگری وجود دارد که فقط مربوط به رسانه‌های اجتماعی نیست، اما افراد نیز می‌توانند به شدت تحت تأثیر همسالان خود قرار گیرند، این فرایند به عنوان میانجیگری اجتماعی شناخته می‌شود. بسترهای ارتباطی بازاریابی یک قابلیت قدرتمند برای شخصی‌سازی و صرف مطالب بازاریابی به صورت خودکار بر اساس مشخصات گیرندگان است.

### رسانه‌های اجتماعی
نفوذ بازار رسانه‌های اجتماعی به لطف سرویس‌هایی مانند YouTube , Facebook , Instagram , Pinterest و Snapchat در حال افزایش است. شرکت‌ها از این بسترهای رسانه‌های اجتماعی بیرونی برای تعامل شخصی با مشتریان فعلی و آینده، تقویت پیام‌های برند، تأثیرگذاری بر نظرات مشتریان، ارائه پیشنهادات هدفمند و ارائه خدمات به مشتریان به‌طور مؤثر استفاده می‌کنند. بسترهای رسانه‌های اجتماعی ابزارهای ارتباطی انعطاف‌پذیر هستند که فراتر از شیوه‌های سنتی تبلیغات هستند و می‌توانند به صورت شخصی یا حرفه‌ای با مخاطبان خود ارتباط برقرار کنند.

### بازاریابی تأثیرگذار یا اینفلونسر مارکتینگ
بازاریابی تأثیرگذار در گذشته بر استفاده از تأیید افراد مشهور برای کمک به تأثیرگذاری بر مخاطبان متمرکز بود. امروزه با گسترش روزافزون رسانه‌های اجتماعی، «افراد عادی» در حال محبوب شدن هستند و به عنوان تأثیرگذار در برندها و محصولات مورد استفاده قرار می‌گیرند. شرکت‌ها شروع به صرف زمان و هزینه برای ایجاد نفوذ از طریق این افراد می‌کنند. ارزیابی تأثیر مانند بازده سرمایه‌گذاری قابل پیگیری نیست، اما مکانیسم‌هایی مانند پیوندهای خاص (لینک فروش) برای پیگیری رفتار تبدیل تأثیر ایجاد می‌شود.

## گوریلا مارکتینگ یا بازاریابی چریکی
این سبک از تبلیغات تا حد زیادی بر استراتژی‌های نامتعارف بازاریابی، انرژی بالا و قوهٔ تخیل تکیه دارد. گوریلا مارکتینگ، در مورد جذب مشتری از طریق سورپرایز کردن آنها، ایجاد اثرگذاری ماندگار و فراموش نشدنی و خلق موضوعی است که منجر به ایجاد حواشی بسیار زیادی در رسانه شود. حرف اصلی بازاریابی چریکی آن است که در مقایسه با شیوه‌های سنتی تبلیغات و بازاریابی تأثیرگذاری بیشتری بر روی مشتریان خود داشته باشید. به همین دلیل اکثر کمپین‌های بازاریابی پارتیزانی با هدف درگیر کردن مشتریان در سطوح شخصی و به یادماندنی شکل می‌گیرد.
بازاریابی چریکی اغلب برای کسب و کارهای کوچکی که نیاز به مخاطبان زیاد دارند، و نمی‌خواهند از بانک وام بگیرند، استراتژی ایده‌آلی است. و همچنین کمپانی‌های بزرگی که به دنبال کمپین‌هایی هستند که مداوم در رسانهٔ جمعی منتشر شده و منشأ تعریف و تمجید از برند شود، نیز از بازاریابی پارتیزانی استفاده می‌کنند. اشخاص حتی از این سبک بازاریابی برای یافتن شغل یا سفارش‌های بیشتر استفاده می‌کنند.

## نقاط تماس
هر نقطه تماس یک نوعی از ارتباط است و بنابراین لازم است نقاط تماس را به عنوان یک بستر ارتباطی در نظر بگیریم. نقاط تماس می‌تواند به صورت فیزیکی یا تعاملی انسانی بین یک نام تجاری و مصرف‌کننده باشد که بر تصمیم‌گیری مشتری در هنگام پیش خرید، خرید و پس از خرید تأثیر می‌گذارد.
راه‌های زیادی وجود دارد که به وسیله آنها مشتری می‌تواند با یک کسب و کار ارتباط برقرار کند. تعاملات از طریق مبادله مستقیم خدمات مشتری، وب سایت شرکت، محل خرید و بسته‌بندی یا عملکرد محصول. همه اینها به درک مصرف‌کننده از یک نام تجاری خاص کمک می‌کند. به عنوان مثال، نمای خدمات یک نقطه خرید مانند فروشگاه خرده فروشی می‌تواند بر درک کیفیت و خدمات از طریق نورپردازی و چیدمان یا سایر نقاط لمسی حسی، به عنوان مثال بو وغیره تأثیر بگذارد. خرده فروشان مد روز مانند Topshop یک فروشگاه داخلی سفید و نمای بیرونی دارند که به عنوان لوکس شناخته می‌شود. به همین ترتیب، قیمت بالاتر و بسته‌بندی Ferrero Rocher ممکن است پیچیدگی و کیفیت بهتر را نشان دهد. ظاهر بصری می‌تواند تأثیر بسزایی در تصمیم خرید داشته باشد، شرکت‌هایی مانند Coke a Cola و Pepsi یک یخچال رایگان به توزیع کنندگان ارائه می‌دهند تا نحوه نمایش محصولات را در زمان خرید کنترل کنند.